# 40. sydlige breddekreds
Den 40. sydlige breddekreds (eller 40 grader sydlig bredde) er en breddekreds, der ligger 40 grader syd for ækvator. Den løber gennem Atlanterhavet, det Indiske Ocean, Australasien, Stillehavet og Sydamerika.